# Anquan Boldin
Anquan Kenmile Boldin (født 3. oktober 1980) er en amerikansk fodboldspiller i NFL. Han spiller i øjeblikket wide receiver for San Francisco 49ers. Han har tidligere spillet for Arizona Cardinals og Baltimore Ravens. Med Ravens var han i 2013 med til at vinde Super Bowl.

## Klubber
- Arizona Cardinals (2003–2009)
- Baltimore Ravens (2010–2012)
- San Francisco 49ers (2013–)